# Весна-Красна (книжка)
Весна-Красна — природоохоронна книга видана очільником заповідника «Конча-Заспа», зоологом Миколою Васильовичем Шарлеманем. Книга орієнтована на шкільний вік.

## Бібліографічне посилання
Шарлемань М. Весна-Красна / М. Шарлемань. — К. : Радянська Школа, 1958.

## Зміст
1. Від автора
2. Дзвенять жайворонки .
3. Кидай сани, бери віз
4. Яйце чорногуза
5. Крик вночі
6. Дві зустрічі з глухарем
7. Змієїд
8. Сипуха — корисний птах
9. Орел та качки
10. Фламінго
11. Дещо про переліт птахів
12. На бобровій річці
13. Дивні стрибуни земляні зайчики
14. «Жахливі» змії
15. Жаби — «бридкі тварини»
16. Хижацькі звички водяної жаби
17. Мандрівки стерляді
18. Комашині «вовчі ями»
19. В степу
20. Кам'яні могили
21. Білосарайська коса
22. Музей, якому-мало не 1000 років
23. Ловці мамонтів
24. Страуси на Україні

## Історія написання

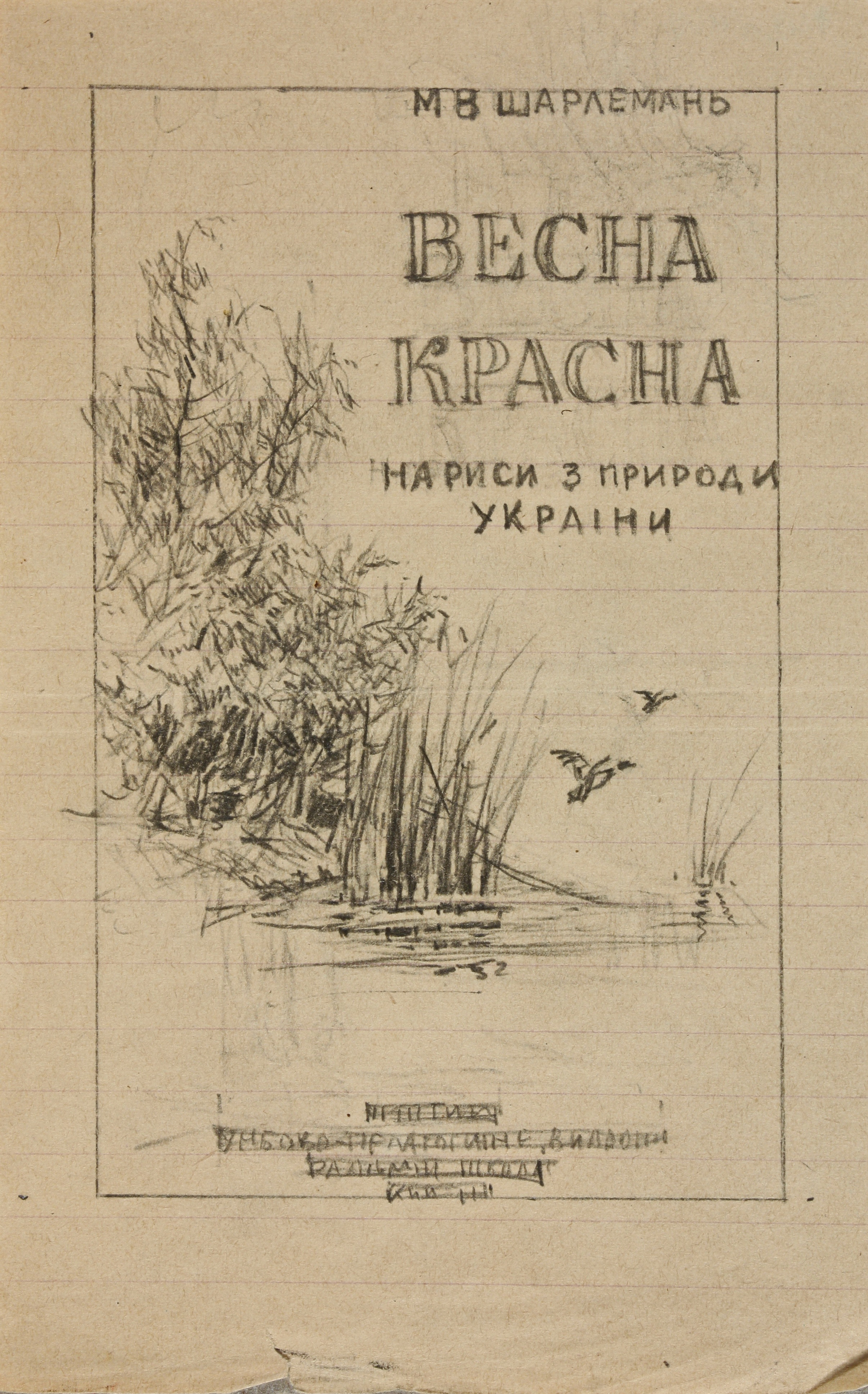
Весна-Красна, авторський ескіз обкладинки книги руки М. В. Шарлеманя

Книжка видана 1958 року у видавництві «Радянська школа». Видатний зоолог Микола Васильович Шарлемань ще у 1930-х) підготував оглядову популярну книжку про природу України «На річці, в лісі, у степу». Через розділ «Охорона природи» рукопис отримав негативну рецензію.
Орієнтовно 1953 року вчений переробив книжку під назвою «Очерки природы Советской Украины». До неї включені переважно відомі раніше тексти, «прикрашені» згадками про радянську владу та Й. Сталіна. В книзі подається перелік існуючих на той час заповідників. Єдине критичне зауваження, включене в книжку, наголошує, що заповідник Гористе перетворений на «дачне поселення дійсних членів Академії». Ця книжка також не вийшла друком.
Натомість 1958 року перероблена версія книжки «На річці, в лісі, у степу…» вийшла під назвою «Весна-Красна. Нариси з природи України». Видання починається з цитати М. Рильського «Ви чули? Жайворонки прилетіли!».
Розділу «Охорона природи в Україні» у змісті все ж нема, натомість М. Шарлемань зробив книжку максимально направленою на охорону природи. Усе, що не могло стати окремим розділом Охорона природи, — розпорошилося по тексту. При згадках про види, що охороняються, згадуються постанови РМ УРСР, які забезпечують цю охорону. У книзі також згадані приказки на зразок «Хто вб'є бобра — тому не буде добра» і багато інших літературних ходів, завдяки яким вона стає ще більше природоохоронною. 

Навіть розмінявши восьмий десяток, Шарлемань не міг відмовитись від найкращого періоду життя, коли він очолював заповідник «Конча-Заспа». Більшість текстів книжки написані саме в той період, і саме їх він наполегливо прагнув бодай у якомусь вигляді видати, ще починаючи від середини 1930-х. У передмові він зізнався в цьому: 
|  | "...заголовок книги пояснюється й тим, що спостереження, зібрані в ній, автор провадив переважно напровесні свого життя". |

Книжка є бібліографічною рідкістю і єдиний примірник зберігається в науковій бібліотеці ім. Максимовича КНУ ім. Тараса Шевченка.
На пам'ятному вечорі 7 червня 1970 року О. Плевако попросив всіх присутніх зібрати матеріали про М.Шарлеманя для передачі їх до Відділу рукопису держбібліотеки, М.Візерю; відзначив книги «Лісові барабанщики» та «Весна-Красна».